# Enriqueta de Saboya-Villars (1541-1611)
Enriqueta de Saboya-Villars (en francés Henriette de Savoie-Villars; 1541 - Francia, Soissons, 14 de octubre de 1611) fue una noble francesa, de la Casa de Saboya. Era hija del marqués de Villars Honorato II de Saboya (1511-1580) y de la vizcondesa Juana Francisca de Foix (1520-1542).

## Matrimonios e hijos
El 26 de junio de 1568 se casó con Melchor de Prez (1540-1572), señor de Montpezat, con quien tuvo dos hijas: Gabriela y Magdalena.
Habiendo enviudado, el 6 de agosto de 1576, se casó con el duque de Mayenne Carlos de Lorena (1554-1611), hijo del duque de Guisa Francisco I (1519-1563) y de Ana de Este (1531-1607). El matrimonio tuvo cuatro hijos:
- Enrique (1578-1621)
- Carlos Manuel (1581-1609)
- Catalina (1585-1618), casada con Carlos I de Gonzaga-Nevers (1580-1637)
- Renata, fallecida en 1638), casada con Mario II Sforza (1594 -1658)